# Charles Thomas (Politiker)
Charles Thomas (* 23. Juni 1790 im New Castle County, Delaware; † 8. Februar 1848 ebenda) war ein US-amerikanischer Politiker und von 1823 bis 1824 Gouverneur des Bundesstaates Delaware.

## Leben

### Frühe Jahre und politischer Aufstieg
Charles Thomas studierte nach der Grundschule Jura an der Princeton University. Im Jahr 1813 wurde er als Rechtsanwalt zugelassen. 1817 wurde er als Mitglied der Demokratisch-Republikanischen Partei in das Repräsentantenhaus von Delaware gewählt. Ab 1821 war er Mitglied des Staatssenats, dessen Präsident er 1823 wurde.

### Gouverneur von Delaware und weiterer Lebenslauf
Als der amtierende Gouverneur Joseph Haslet am 23. Juni 1823 in seinem Amt verstarb, musste Thomas entsprechend der Staatsverfassung dessen Amt übernehmen. Damit war er zwischen dem 23. Juni 1823 und dem 20. Januar 1824 Gouverneur seines Staates. In dieser Zeit setzte er die Politik seines Vorgängers fort. Besonderes Augenmerk legte Gouverneur Thomas auf die Verbesserung des Schulsystems und eine Gefängnis Reform. Nach dem Ende seiner Amtszeit zog er sich aus der Politik in sein Privatleben zurück. Charles Thomas starb im Februar 1848. Mit seiner Frau Eliza Stoops hatte er die Tochter Eliza, die von 1820 bis 1898 lebte.